# Pietra di Viggiù
La pietra di Viggiù è una fine arenaria (pietra calcarea) di colore grigio paglierino estratta dalle cave della Val Ceresio in provincia di Varese, nei pressi del paese di Viggiù.
La pietra è stata indicata in passato con numerose e diverse definizioni dai geologi, ma era comunemente suddivisa dai viggiutesi in pietra piombina, la più resistente e adatta all'edilizia, pietra grigia e rossetta, per ornati, e pietra gentile, per rivestimenti. Questo materiale era preferito dagli scultori perché gelivo, duttile allo scalpello e resistente nel corso degli anni, e ben si prestava a fini esecuzioni decorative.

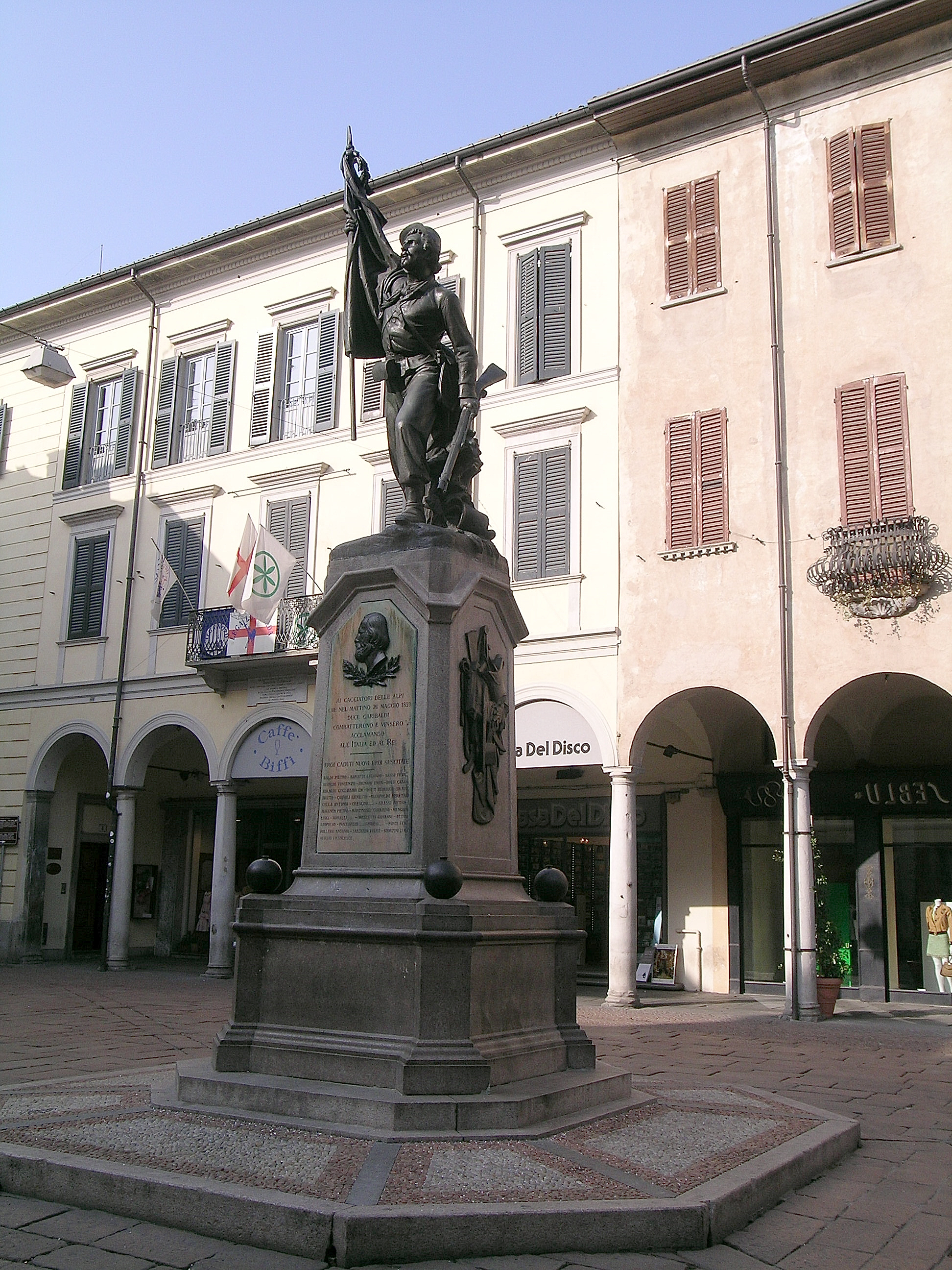
Monumento al Cacciatore delle Alpi, a Varese

Le cave della Val Ceresio fornivano ai lapicidi locali molte altre varietà di pietra rustica: a Saltrio, ad esempio, erano reperibili diverse qualità dell'omonima pietra: la pietra bianco bigia, per vasche da bagno, esportata in tutta l'Italia settentrionale, la pietra cinerina, per decorazioni, e la pietra nera, per monumenti sepolcrali; ad Arzo il pregiato marmo omonimo, rosso o bel ghiaccio, per la realizzazione di arredi di interno; a Brenno la pietra grigia omonima sfruttata nel corso dell'intero Ottocento per la decorazione di prestigiosi sedi pubbliche private milanesi e piemontesi,  “che si presta tanto per gli usi più umili della vita, come per effigiarvi il Garibaldino del Monumento dei Cacciatori delle Alpi, a Varese, ed il cavallo marino di Vincenzo Vela, che si ammira alla Veneria, presso Torino”.